# Зотов, Василий Сергеевич
Василий Сергеевич Зотов (12 сентября (30 января) 1882, Нижний Новгород, Российская империя — 4 апреля 1932, Смоленск, РСФСР, СССР) — советский драматический театральный актёр, режиссёр и педагог. Заслуженный артист РСФСР (1926).

## Биография
Родился 12 сентября, по другим данным 30 января 1882 года в Нижнем Новгороде.
Обучался в Нижегородском коммерческом училище, которое окончил. С 1898 года началась его деятельность. Первые сценические уроки получил у М. Ф. Андреевой.
В 1901 году вступил в труппу К. Н. Незлобина (Вильно — Рига), где прослужил до 1905 года, также работал под руководством К. А. Марджанова. С 1910 года Зотов выступал в качестве режиссёра. Работал в труппах З. А. Малиновского и В. Ф. Каразиной, являлся в них не только актёром, но и художественным руководителем. С 1919—1924 года — актёр, режиссёр и директор Казанского Большого драматического театра. Являлся преподавателем в студии при театре, в высшем институте народного образования. В 1924—1925 годах работал в одном из театров Одессы. В 1926—1930 годы служил в Астраханском городском театре.
Ушёл из жизни 4 апреля 1932 года в Смоленске.

## Звания и награды
- Заслуженный артист РСФСР (1926)[1].